# Emil Berté
Emil Berté d. J. (* 6. Dezember 1898 in Wien; † 17. Jänner 1968 ebenda) war ein österreichischer Komponist und Neffe des Komponisten Heinrich Berté.
Sein Grab befindet sich auf dem Wiener Zentralfriedhof (Gruppe 59 A, Reihe 11, Nr. 28).

## Werke
- Das Kaiserliebchen (Uraufführung: 4. Jänner 1930)